# Prachtlynxspin
De prachtlynxspin (Oxyopes ramosus) is een spin uit de familie lynxspinnen (Oxyopidae).
Het vrouwtje wordt 6 tot 10 mm groot, het mannetje wordt 6 mm. De spin is roodachtig bruin met een beige en wit patroon. De mannetjes zijn minder bruin, vaker grijs. De poten zijn bedekt met talloze lange stekels. Het kopborststuk is sterk verhoogd. In tegenstelling tot de meeste spinnen, kan de prachtlynxspin heel scherp met zijn ogen zien. Leeft op dennen, heide en andere lage vegetatie in het West-Palearctische gebied.